# 春志内信号場
春志内信号場（はるしないしんごうじょう）は、北海道旭川市江丹別町春日に所在した日本国有鉄道函館本線の信号場。事務管理コードは▲120110。

## 歴史
単線区間で輸送上の隘路となっていた神居古潭周辺の輸送力増強を目的に新設されたが、1969年（昭和44年）10月1日、旭川駅 - 滝川駅間の電化・複線化に伴う神居トンネル新設等の線路付け替えにより、旧線上にあった当信号場は廃止となった。

### 年表
- 1961年（昭和36年）10月1日：開業[1][2]。
- 1969年（昭和44年）10月1日：同日のダイヤ改正にて函館本線滝川駅 - 旭川駅間電化・複線化。それに伴い納内駅 - 近文駅間旧線の営業を前日限りで終了し、廃止[2]。

### 信号場名の由来
附近の地名より。現在の神居第4号線川のアイヌ語名、「ハルウㇱナイ（haru-us-nay）」（食料・多い・沢）に由来する。
道内諸地に類似した地名（張碓、春立など）があり、ギョウジャニンニクやオオウバユリなど、アイヌが食料とした植物が群生していたところの意である。

## 隣の駅
日本国有鉄道
函館本線
神居古潭駅 - （春志内信号場） - 伊納駅